# 요괴워치!
요괴워치!(일본어: 妖怪ウォッチ!, 요카이 웟치!)는 LEVEL-5에서 발매한 닌텐도 3DS용 게임 '요괴워치' 시리즈를 원작으로 한 TV 애니메이션이다. 대한민국에서는 투니버스에서 《요괴워치 5》라는 제목으로 1~20화는 2020년 2월 11일부터 3월 10일까지는 매주 화요일 저녁 8시에 방영했고 3월 18일과 25일까지 매주 수요일 저녁 7시에 방영했고 4월 1일부터 15일까지 2시간 늦은 밤 9시에 방영했다. 그러다가, 21화부터 마지막화까지는 6월 15일부터 7월 27일까지 매주 월요일 밤 9시에 방영했다.

## 개요
요괴워치 애니메이션 시리즈 중 6번째 작품. 내용은 제1편을 따르며 초등학생인 아마노 케이타(윤민호)를 주인공으로 한 개그 애니메이션이 된다.
전작인 요괴워치 섀도우 사이드에 나왔던, 요괴워치 엘더와 요괴아크가 이번 작품에도 나온다.

## 주제곡

### 한국어판
- 여는 노래: 게라게라포의 노래
  - 개사: 서명주, 장지영
  - 노래: 김명준
- 닫는 노래: 요괴체조 1번 이이서~!
  - 개사: 서명주, 장지영
  - 노래: 정유정

### 음악진
- 연출: 박지혜

### 제작진
- 기획 - CJ ENM 투니버스
- 우리말제작 - 대교어린이TV

## 극장판

### 5기
2018년 12월 14일에 일본에서 5기 극장판인 《FOREVER FRIENDS》의 제목으로 개봉했다.

## 같이 보기
- LEVEL-5
- 요괴워치
- 요괴워치 (애니메이션)
- 요괴워치 섀도우 사이드
- 요괴워치의 등장인물 목록